# Strasburg (Pennsylvanie)
Pour les articles homonymes, voir Strasbourg (homonymie).
Strasburg est un borough situé dans le comté de Lancaster en Pennsylvanie. Cette localité est de type village-rue.

## Histoire
Les premiers colons qui s'installèrent dans la ville furent des Huguenots, ainsi que des  Mennonites de Suisse et d'Allemagne.

## Tourisme
La ville possède une gare-terminus exploitée par le Strasburg Rail Road. La gare héberge le Railroad Museum of Pennsylvania et une exposition de modélisme ferroviaire.

## Galerie

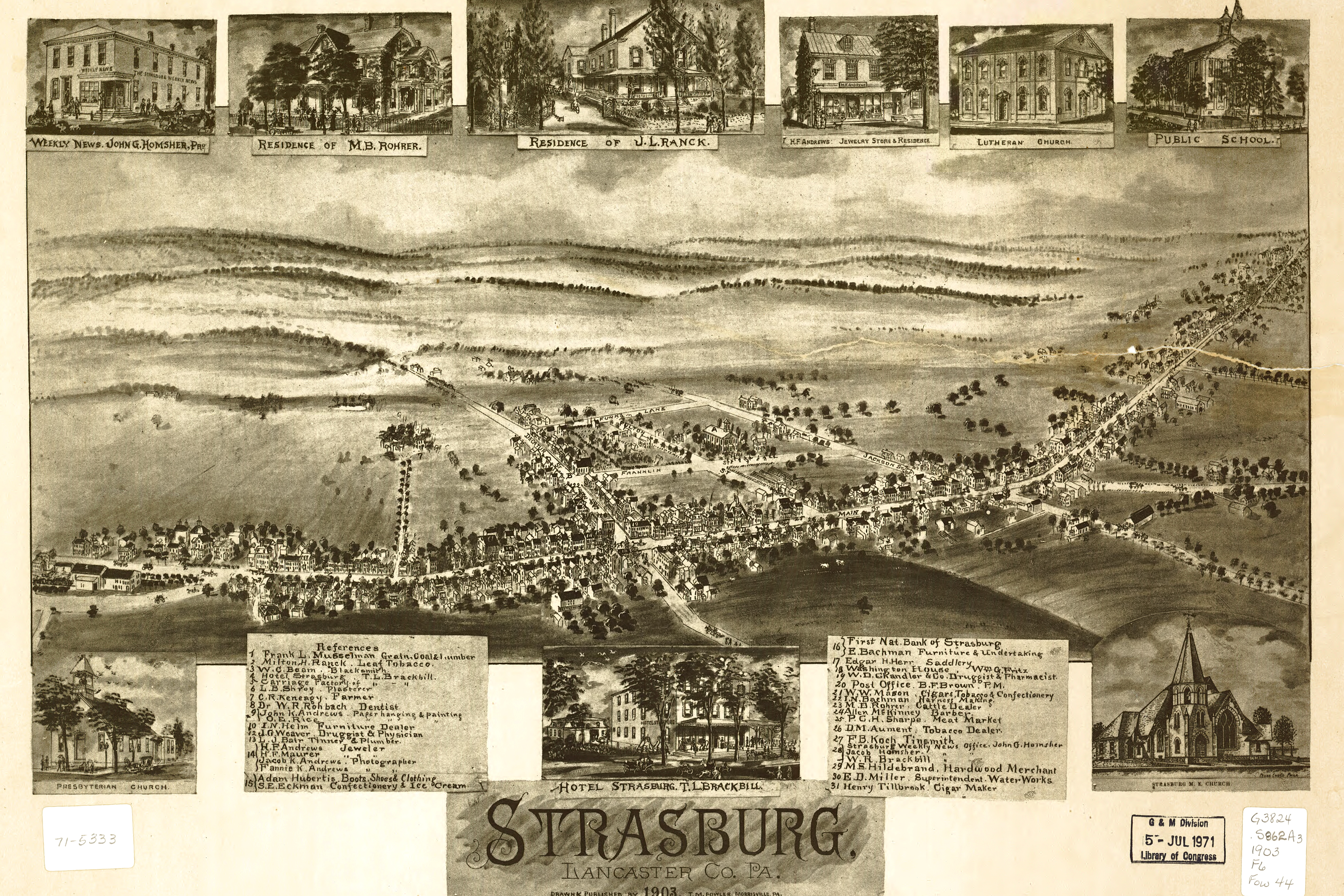
Une carte de Strasburg en 1903
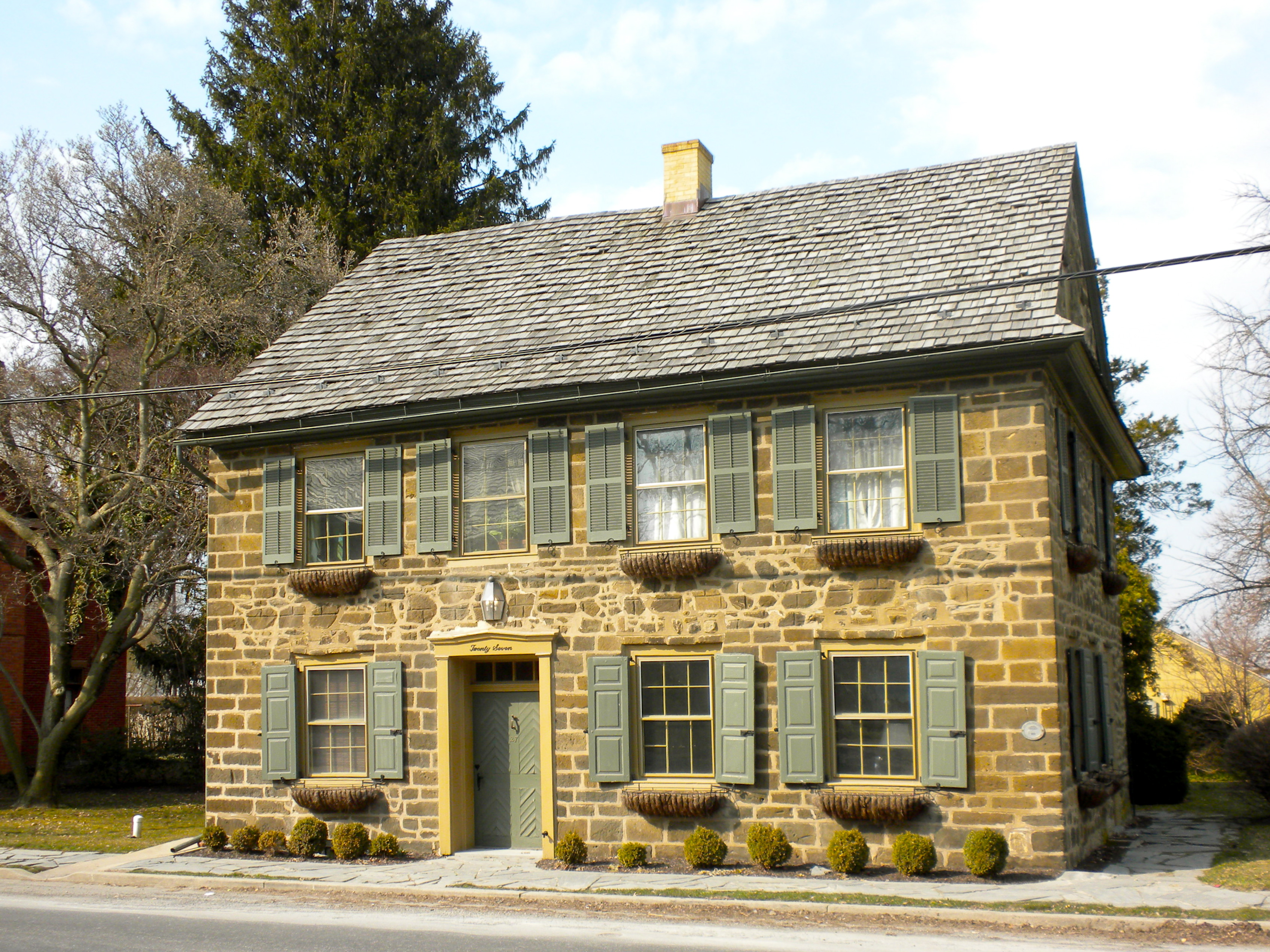
Maison construite en 1754
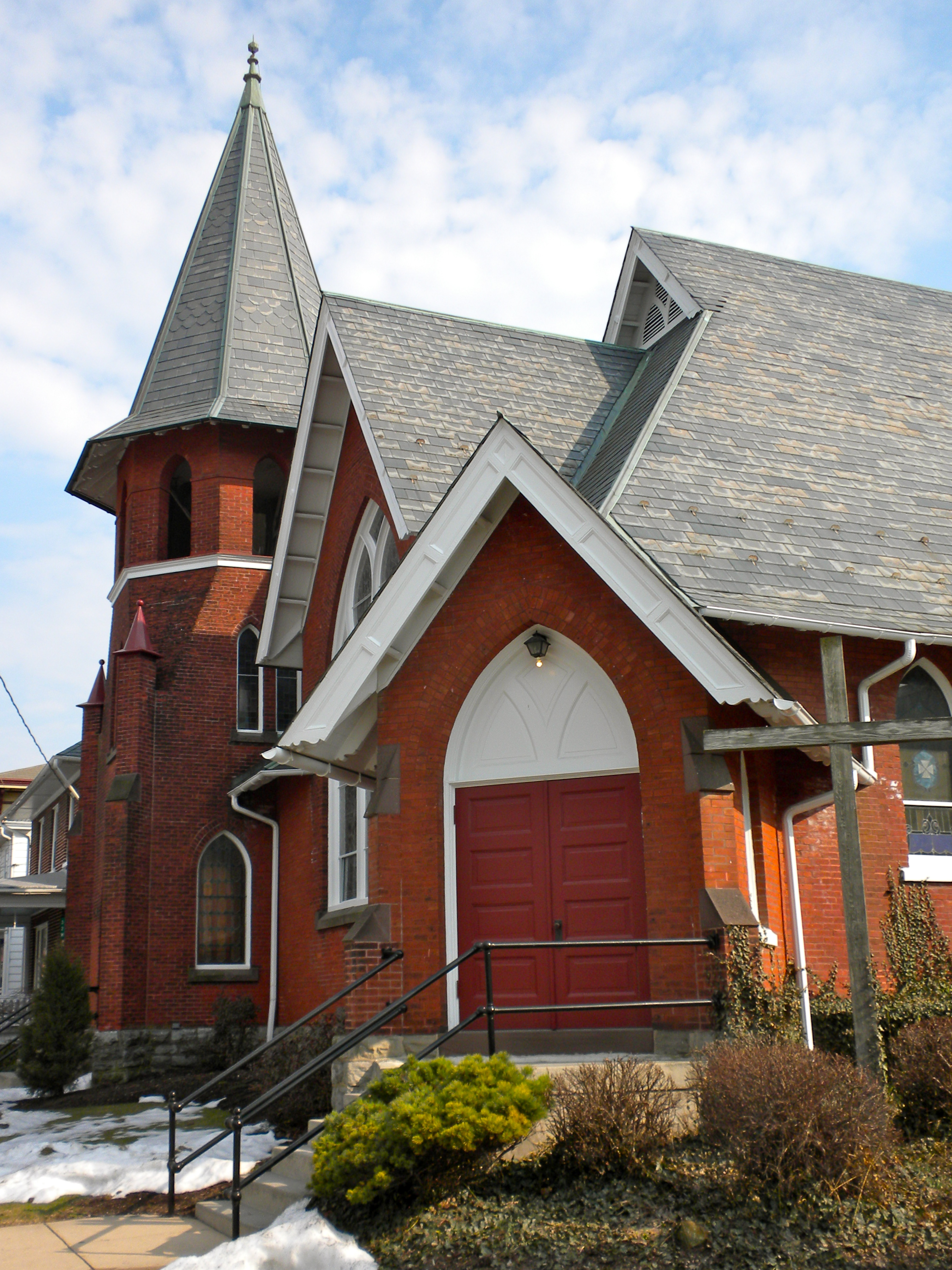
Église méthodiste
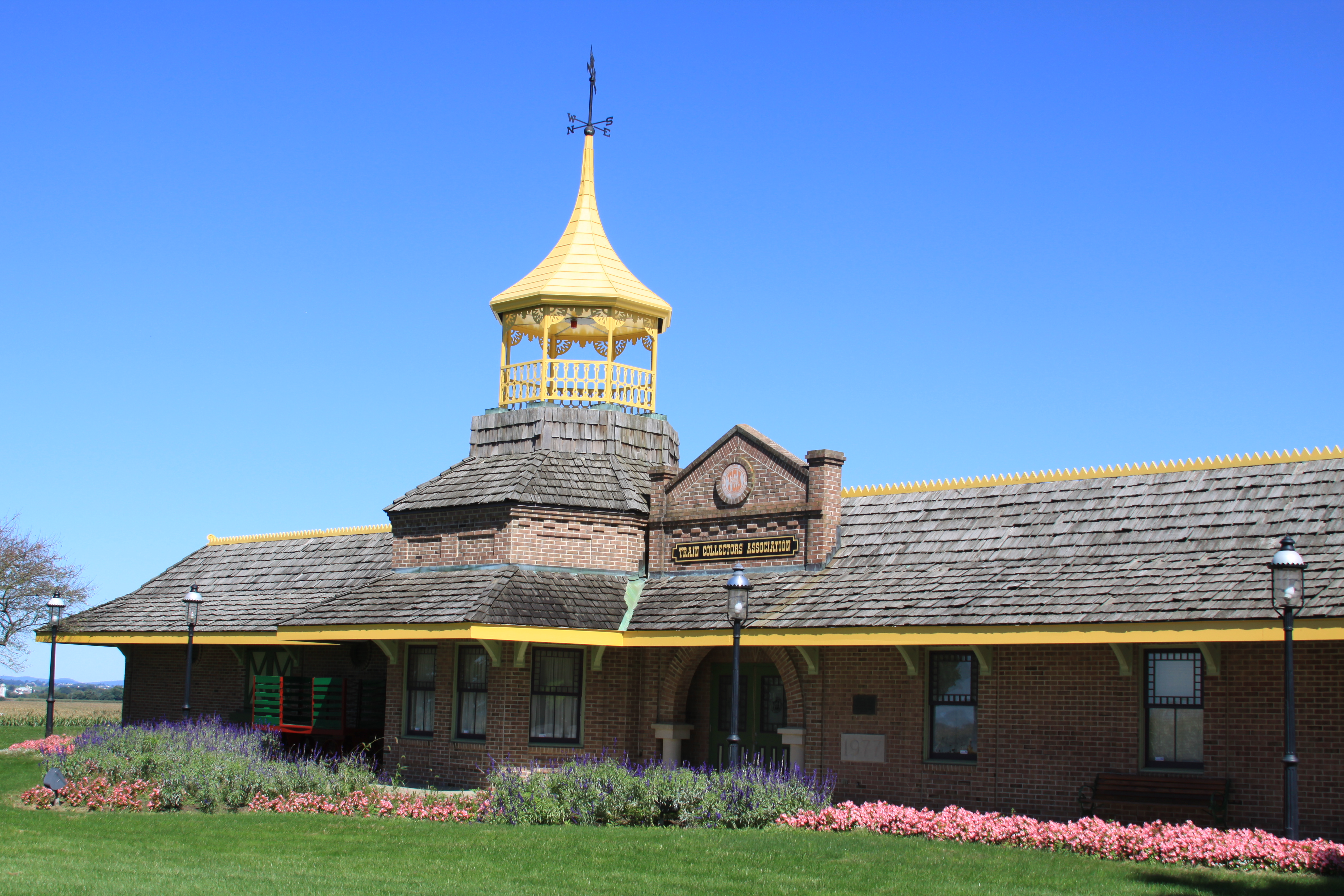
Musée du train miniature
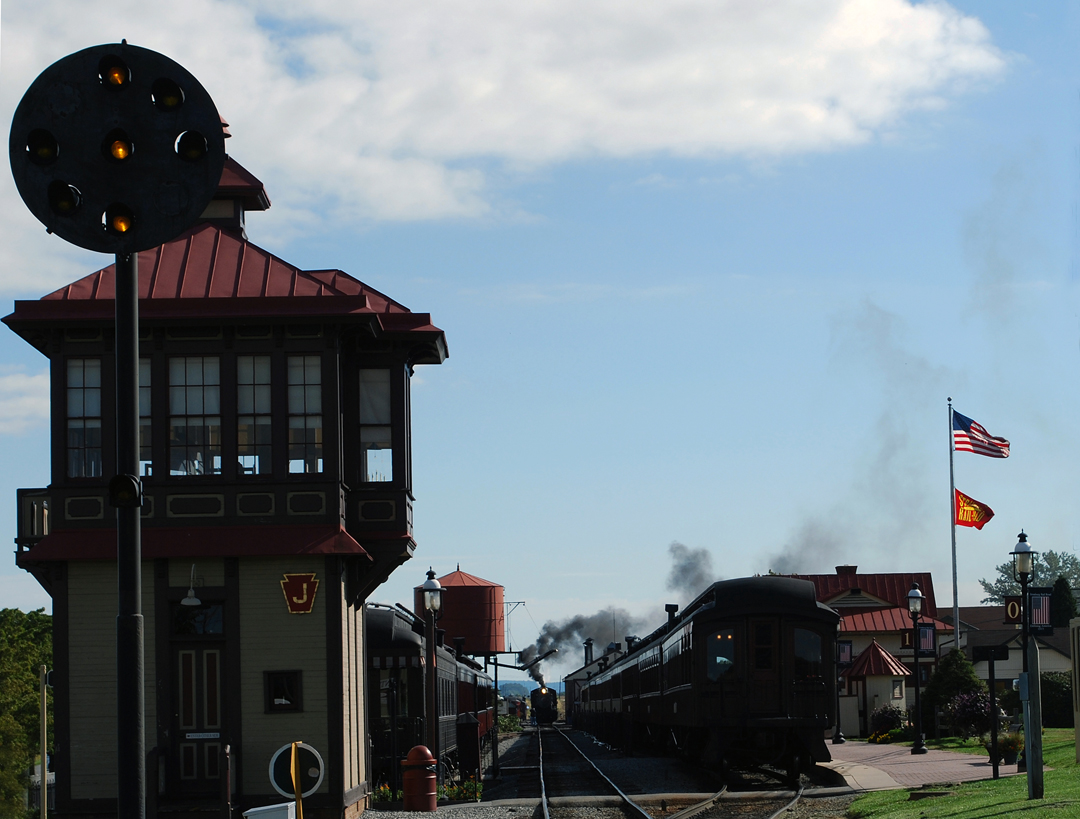
Station de train